# Campeonato Europeo de Remo de 1957
El XLVII Campeonato Europeo de Remo se celebró en Duisburgo (RFA) en 1957 bajo la organización de la Federación Internacional de Sociedades de Remo (FISA).
En total se disputaron doce pruebas diferentes, siete masculinas y cinco femeninas.

## Medallero
| Núm. | País           | Oro | Plata | Bronce | Total |
| ---- | -------------- | --- | ----- | ------ | ----- |
| 1    | URSS           | 6   | 4     | 1      | 11    |
| 2    | RFA            | 2   | 2     | 1      | 5     |
| 3    | RDA            | 1   | 0     | 3      | 4     |
| 4    | Australia      | 1   | 0     | 0      | 1     |
| 4    | Italia         | 1   | 0     | 0      | 1     |
| 4    | Reino Unido    | 1   | 0     | 0      | 1     |
| 7    | Rumania        | 0   | 3     | 2      | 5     |
| 8    | Austria        | 0   | 2     | 0      | 2     |
| 9    | Hungría        | 0   | 1     | 1      | 2     |
| 10   | Bélgica        | 0   | 0     | 1      | 1     |
| 10   | Checoslovaquia | 0   | 0     | 1      | 1     |
| 10   | Polonia        | 0   | 0     | 1      | 1     |
| 10   | Suiza          | 0   | 0     | 1      | 1     |
|      | TOTAL          | 12  | 12    | 12     | 36    |